# 勒韦 (谢尔省)
勒韦（法語：Levet，法語發音：[ləvɛ]），法国中部市镇，位于中央-卢瓦尔河谷大区谢尔省，隶属于布尔日区，其市镇面积为25.97平方公里，2022年1月1日时人口数量为1,367人，在法国城市中排名第7,572位。
勒韦位于谢尔省中南部，是一个区域性的中心城市，多条公路在此交汇。

## 地名来源
“Levet”一名的来源及含义均尚有待考证。“Levet”也是一个法语姓氏。

## 历史
勒韦的早期历史尚不清楚，该地历史上长期为一处普通农业聚落。法国大革命后，勒韦成为谢尔省的一个市镇。1830年，洛希（Lochy）整体并入勒韦，该区域于1831年再次划出成为利赛-洛希的一部分。
在行政区划方面，勒韦在1800至2015年间曾为勒韦县的县治。
在地方文化宣传方面，勒韦政府曾于2015年在当地举办历史文化展览。

## 地理

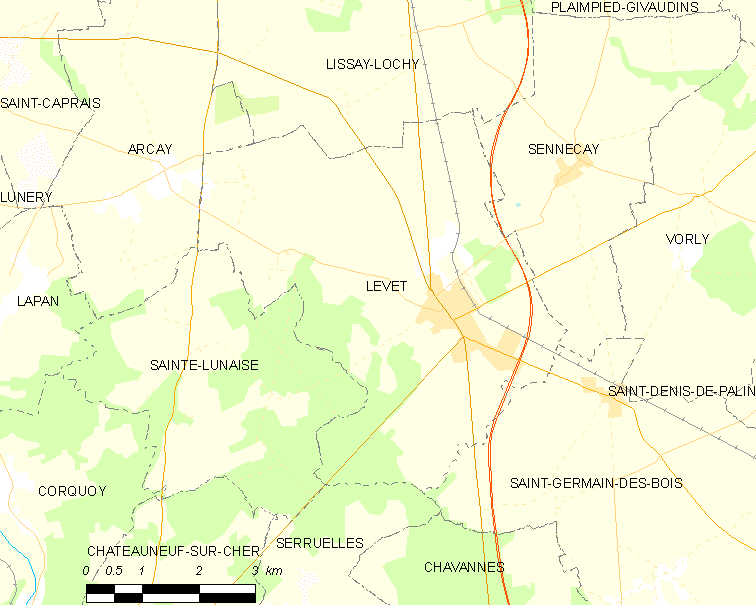
勒韦市镇范围地图

勒韦位于法国中部，中央-卢瓦尔河谷大区东南部和谢尔省中南部，距离省会布尔日大约18公里。与勒韦接壤的市镇包括：阿尔赛、利赛-洛希、塞讷赛、圣吕奈斯、塞吕埃勒和圣日耳曼代布瓦。

### 地形
勒韦位于贝里平原腹地，境内以平原为主，市镇中心地势较为平坦，全境海拔在159到181米之间。

### 水文
勒韦位于卢瓦尔河流域范围内，朗佩讷溪（ruisseau de la Rampenne）自东南向西北流经镇中心。

### 植被
勒韦属于温带阔叶混交林区，市镇范围东北部和西南部分别为普莱树林（Bois du Plaix）和布朗沙尔树林（Bois Blanchard）。
在鲜花城市的评比中，勒韦被评为1星级鲜花城市。

### 气候
勒韦在柯本气候分类法中属于温带海洋性气候（Cfb）。

## 行政区划
勒韦的市镇编号为18126，邮政编号为18340。
在行政管理方面，勒韦隶属于法国中央-卢瓦尔河谷大区谢尔省布尔日区；在地方选举方面，勒韦隶属于特鲁伊县，其市镇范围全境被划入谢尔省第三选区；在社会管理方面，勒韦是阿尔农-布瓦绍-谢尔市镇公共社区的组成部分。
截至2024年7月，勒韦市镇范围内暂无任何城市敏感街区及城市政策优先街区。
法国国家统计与经济研究所（简称“INSEE”）在进行数据统计时，未将勒韦划入任何城市核心区（Unité urbaine），将包括勒韦在内的周边共71个市镇划为布尔日城市区。自2020年起，布尔日城市区被包含111个市镇的布尔日城市辐射区代替。此外，INSEE还将勒韦市镇整体看作一个“块区”（IRIS），以便于统计人口分布情况。

## 交通

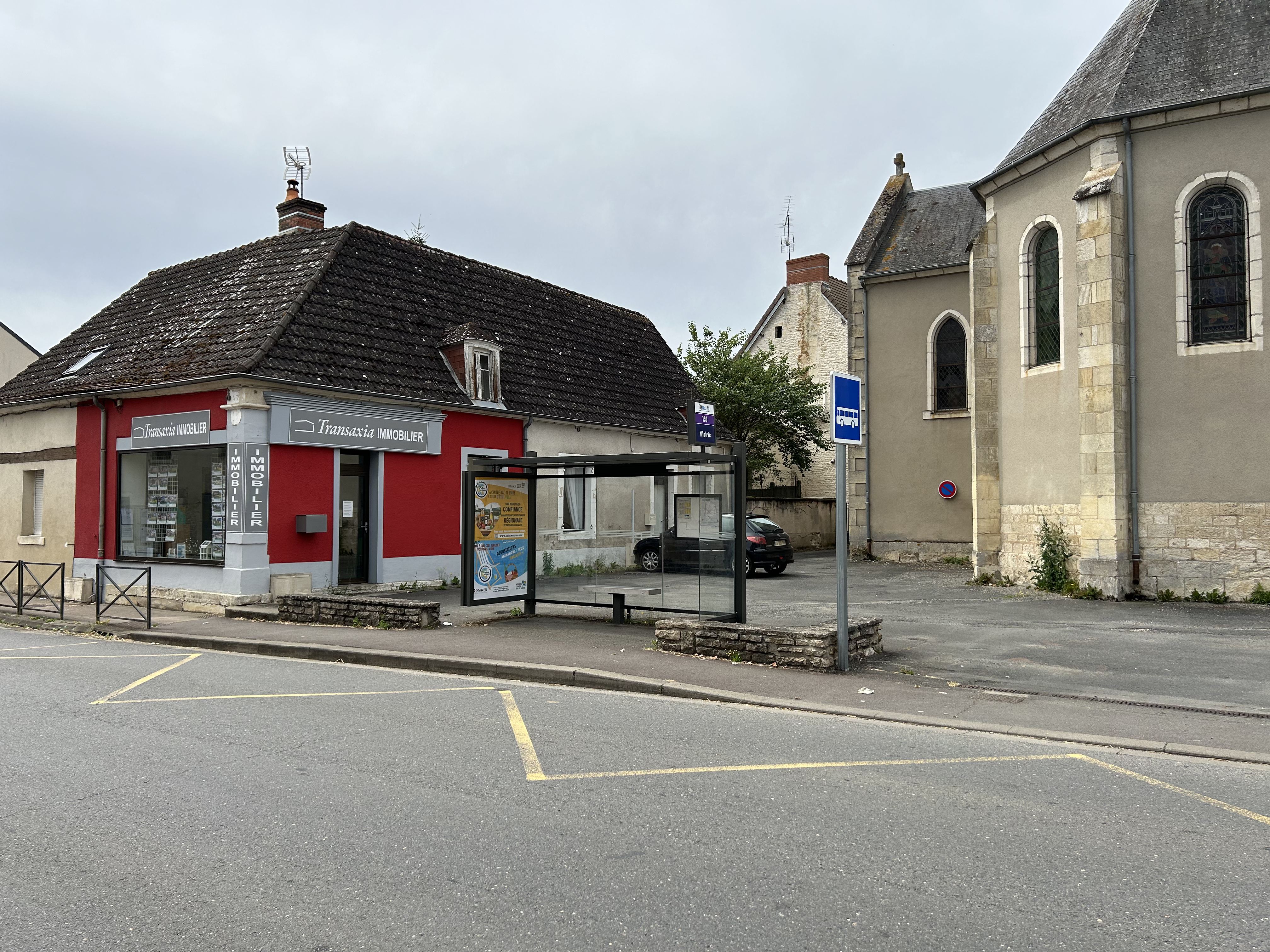
勒韦镇中心的城际巴士停靠点

### 公路
A71高速公路从勒韦境内经过但未设出入口；谢尔省省道D28线、D46线、D71线、D88线、D940线和D2144线在勒韦境内交汇。中央-卢瓦尔河谷大区城际客运（商业名称为“Rémi”）下属的谢尔省城际客运150线经停勒韦，可通往沙托梅扬、布尔日等地。
2020年，84.2%的勒韦家庭拥有至少一辆私人汽车。2021年，勒韦境内共发生各类交通事故1起，造成2人重伤。
| 7 | 16 |

| 8 | 28 |

| 布尔日 | 18 |

| 谢尔河畔圣弗洛朗 | 16 |

| 利涅尔 | 27 |

| 欧龙河畔丹 | 15 |

| 圣阿芒蒙龙 | 26 |

| 谢尔河畔新堡 | 11 |

### 铁路
距离勒韦最近的运营中的客运铁路车站为14公里外的吕讷里站，该站停靠往返于布尔日/维耶尔宗和蒙吕松一线的区域列车。

### 航空
勒韦距离沙托鲁机场的公路里程大约65公里。

### 城市公共交通
截至2024年7月，勒韦暂无城市公共交通系统。

## 政治

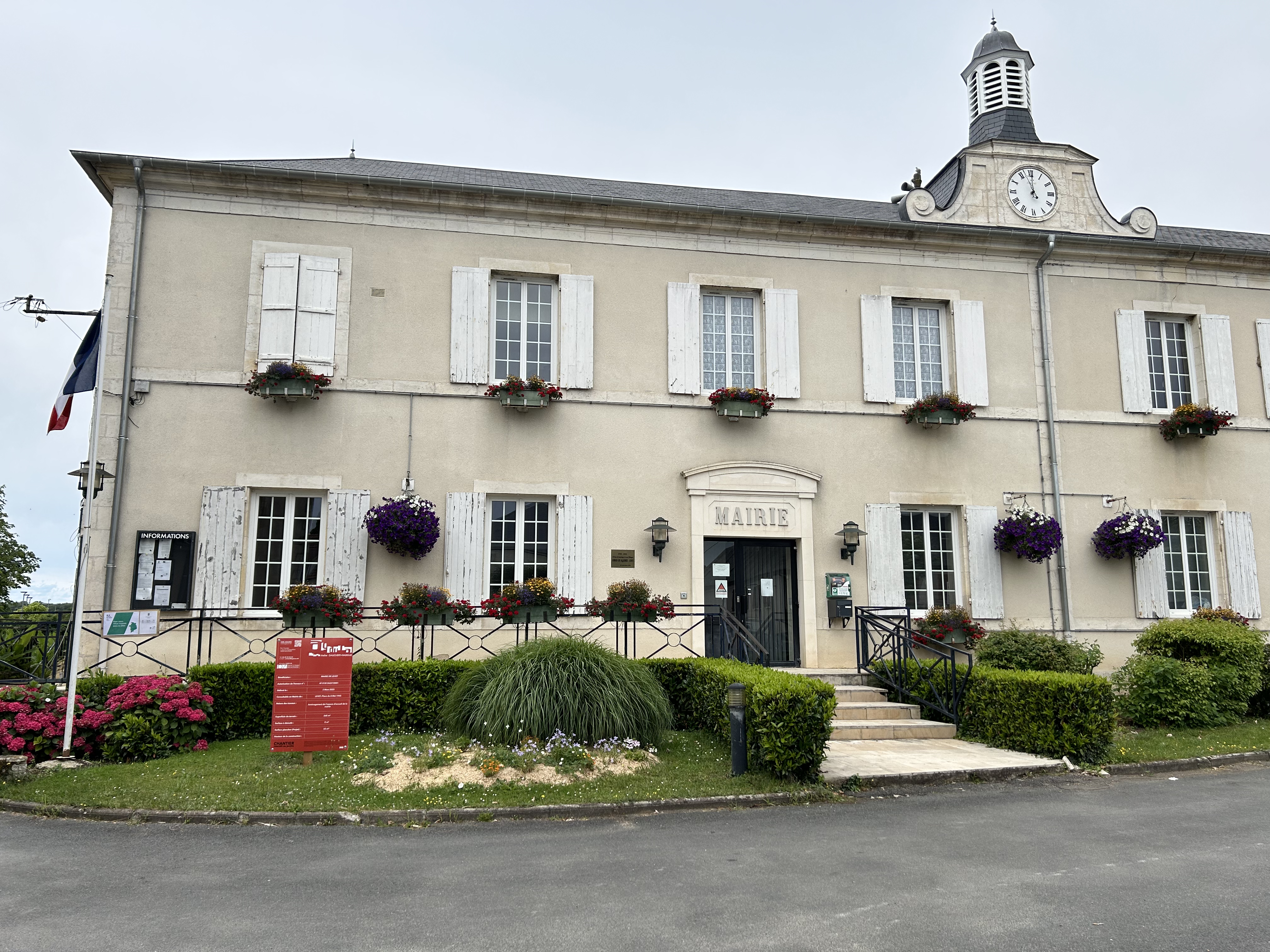
勒韦市政厅

勒韦的现任市长为布吕诺·马雷沙尔先生（Bruno MARÉCHAL），他是一名无党派人士，在2020年的市政选举中获得了67.25%的支持率。
在2022年的法国总统大选的第二轮选举中，法国第25任总统埃马纽埃尔·马克龙在勒韦获得了51.16%的支持率。

## 人口
2021年，勒韦市镇人口数量为1,371，在法国排名第7,572位。其中男性683人，女性690人，75岁及以上人口占9.5%，外籍人口数量为18人，人口密度为53人/平方公里，当地居民被称为（男性）或（女性）。2022年，勒韦境内出生9人，死亡人口12人。
| 勒韦1901年－2021年人口变化情况 |
|                                |
| 数据来源：Cassini、INSEE       |

## 经济
勒韦是一个区域性的中心城市。截至2024年7月，勒韦市镇范围内共有各类用人单位（包含自雇）175家，平均历史为20年，均为中小型企业（PME），2024年5月至7月间，当地的经济活力指数为0。（文化产业）是当地2022年已公布营业额最高的企业，为205,030欧元。

## 财政与居民收入
2022年，勒韦的财政收入总额为1,061,170欧元，财政支出总额为981,810欧元，当年的债务总额为265,130欧元。2022年，勒韦市镇通过增值税获得27,250欧元的收入，此外当地还共获得了58,810欧元的国家直接财政补助。
| 勒韦居民收入情况                                 | 勒韦居民收入情况 | 勒韦居民收入情况      | 勒韦居民收入情况 |
| 内容                                             | 勒韦             | 法国                  | 统计年份         |
| ------------------------------------------------ | ---------------- | --------------------- | ---------------- |
| 征税家庭总数                                     | 615              | 1,081（法国市镇平均） | 2022年           |
| 居民平均月收入                                   | 2,265欧元        | 2,435欧元             | 2022年           |
| 高级职员人均月收入                               | 不详             | 4,331欧元             | 2021年           |
| 中级职员人均月收入                               | 不详             | 2,470欧元             | 2021年           |
| 普通职员人均月收入                               | 不详             | 1,801欧元             | 2021年           |
| 贫困率                                           | 不详             | 14.5%                 | 2020年           |
| 青壮年（15至64岁）失业率                         | 8.2%             | 7.4%                  | 2020年           |
| 征税家庭数量占比                                 | 50.4%            | 45.5%                 | 2020年           |
| 家庭年均纳税                                     | 2,024欧元        | 4,393欧元             | 2022年           |
| 资料来源：INSEE、L'Internaute、Le Journal du Net |                  |                       |                  |

## 社会事务

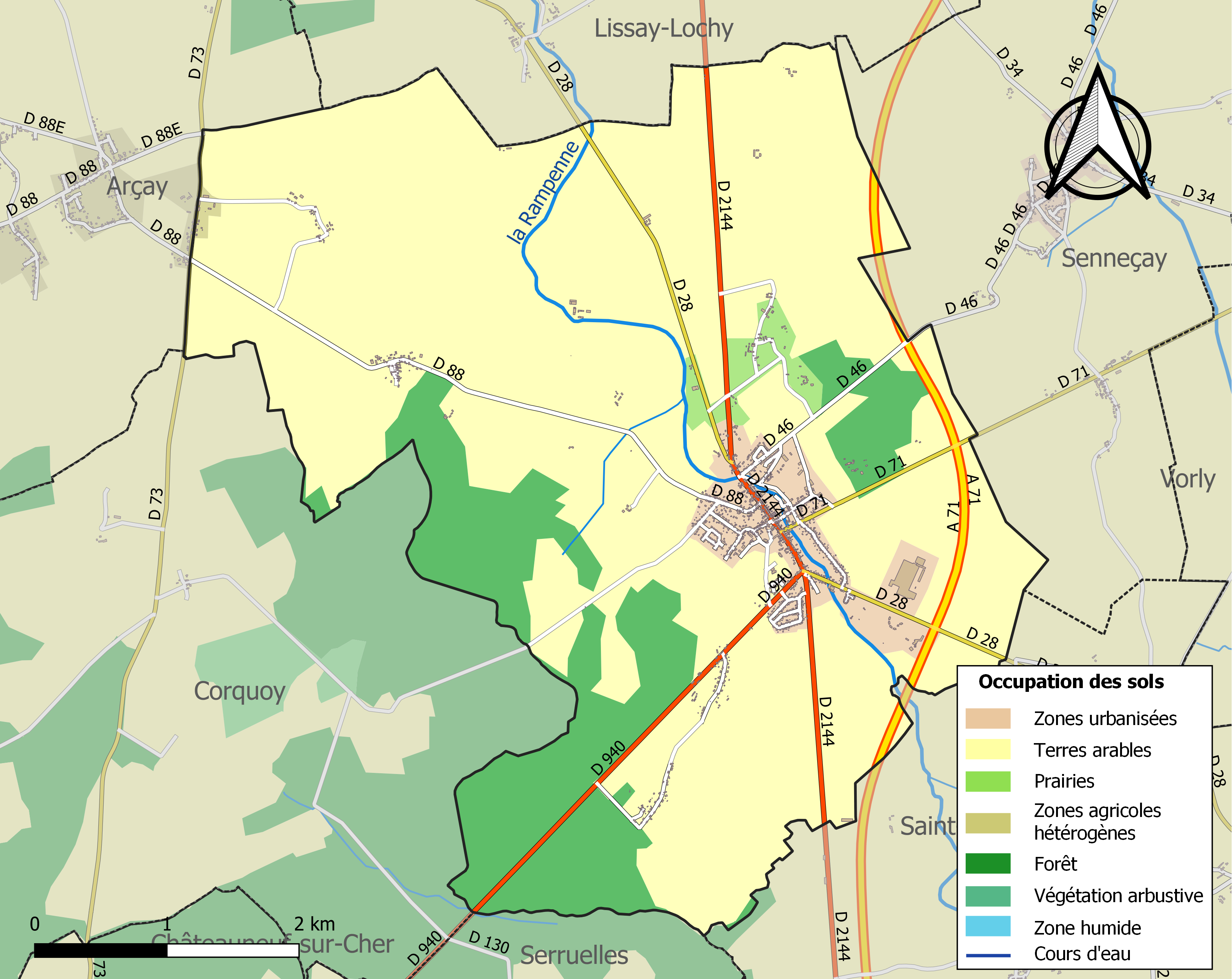
勒韦土地利用情况地图

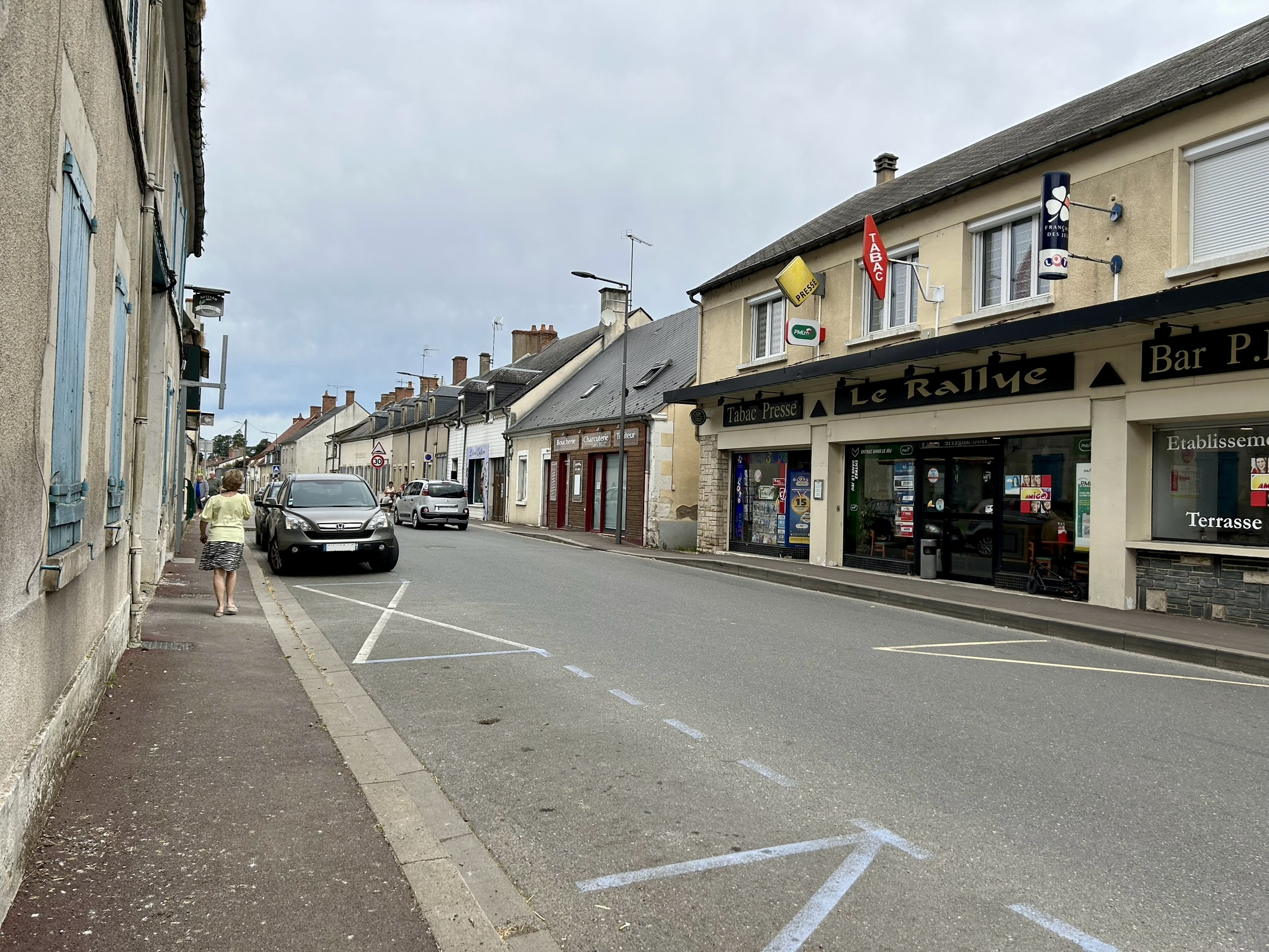
镇中心的民族大街

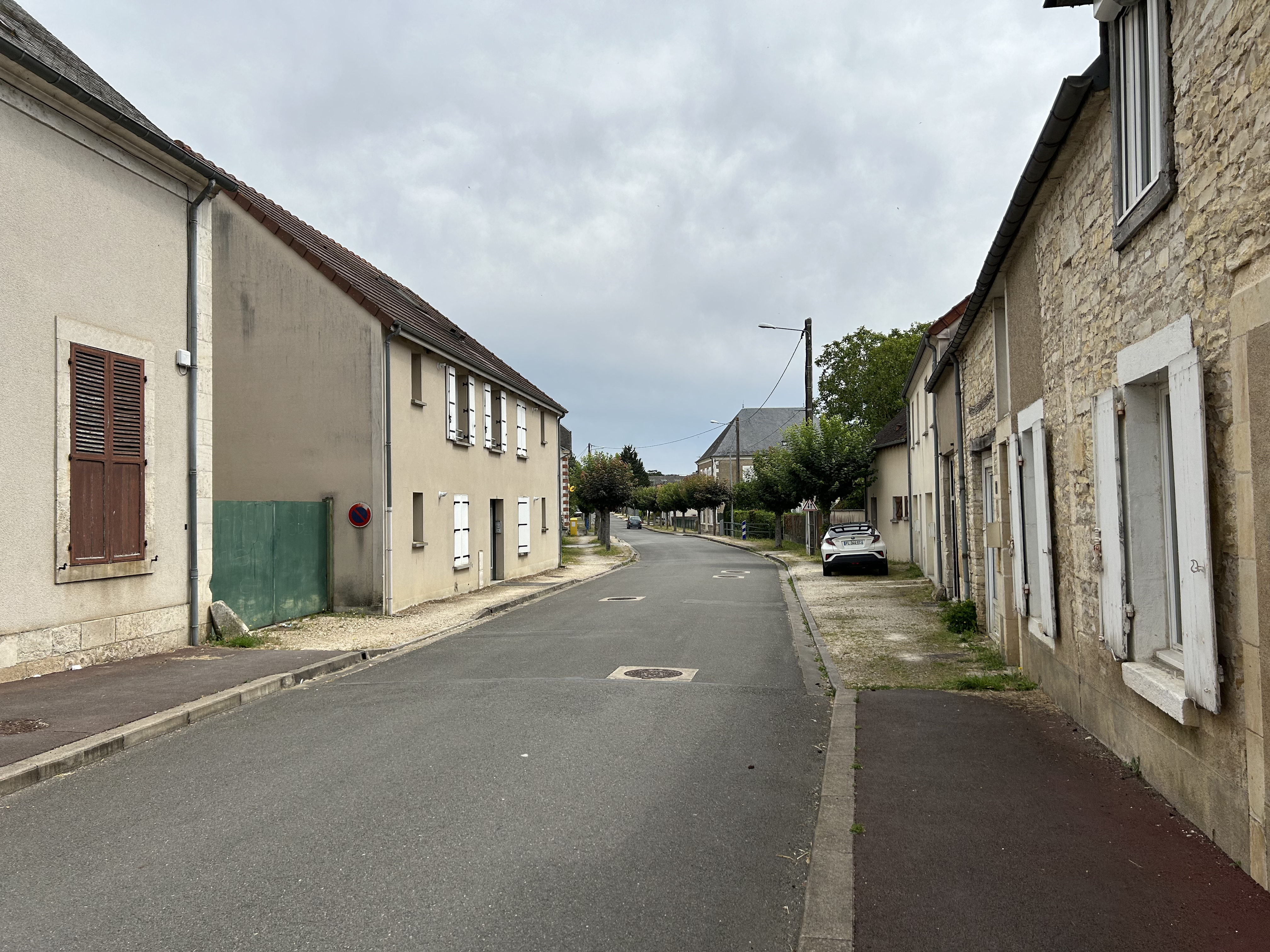
旧车站街，勒韦邮局在这条街上

### 教育
勒韦属于奥尔良-图尔学区。截至2021年1月1日，勒韦境内共有1所幼儿园和1所小学。

### 医疗
截至2021年1月1日，勒韦境内共有全科医生5名、保健师2名、牙医1名、护士2名和助产士1名。境内共有药房1家。
距离勒韦最近的区域性医疗机构为布尔日中心医院，其主病区雅克·柯尔医院（Hôpital de Jacques Cœur）位于布尔日市区东部，距离勒韦市区的正常车程大约18分钟，该院设有床位916个，是谢尔省规模最大的公立综合性医院。

### 住房
2020年，勒韦境内共有各类住房683套，其中92.8%为独立式住宅，6.9%为集中式住宅。常住房屋占勒韦市镇范围内居民建筑总量的90.5%。
在住房保障政策方面，2022年，勒韦境内共有47户家庭获得了住房经济补助，受益人数占总人口数量的3.4%，其中62份为房租补助。

### 商业
2021年，勒韦境内共有各类实体商铺14家，其中餐厅2家、大型超市1家、杂货店1家、面包房1家、肉铺1家、美容美发店2家、汽车维修店1家。勒韦镇中心有一家烟酒店（Tabac）。

### 体育
2021年，勒韦境内共有2处网球场、1处马术场以及1处足球或橄榄球场。
截至2024年7月，勒韦县体育协会（Association Sportive Cantonale de Levet，编号510559）是勒韦境内唯一的一家注册足球俱乐部，该俱乐部成立于1948年，其主场为夏尔·德芒古球场（Stade Charles de Mangou）。

### 环境
勒韦的环境事务由其所属的阿尔农-布瓦绍-谢尔市镇公共社区联合各级政府协调负责。2021年，勒韦境内共有1家污染企业。

### 治安
2021年，勒韦市镇范围内有1处宪兵队。
勒韦及其附近的共124个市镇是圣阿芒蒙龙国家宪兵队（zone gendarmerie de Saint-Amand-Montrond）的管辖范围。2020年，该宪兵队累计记录各类案件2,021起，其中盗窃类案件1,040起，经济类案件255起，毒品交易类案件68起。

## 文化
2021年，勒韦境内暂无任何文化设施。

### 建筑
勒韦境内有多处历史建筑，其中镇中心的圣马丁教堂（Église Saint-Martin）是当地的地标性建筑物。

### 旅游
勒韦的旅游事务由其所属的阿尔农-布瓦绍-谢尔市镇公共社区联合各级政府协调负责。2023年，勒韦境内暂无任何游客接待设施。

### 媒体
法国主要的媒体均可在勒韦接收，法国电视三台下属的中央-卢瓦尔河谷大区频道在部分时段播出勒韦所在谢尔省的地方新闻。《贝里共和党人报》、蓝色法兰西贝里广播、震动广播等是当地主要的地方性媒体。

## 友好城市
截至2024年7月，勒韦暂未与任何城市建立友好城市关系。